# 桑格利
桑格利（Sangli，马拉地语发音: [saːŋɡli]）是印度的城市，由馬哈拉施特拉邦負責管轄，位於該國西部克里希纳河畔，距離孟買約400公里，海拔高度544米，受半乾旱氣候影響，每年平均降雨量580毫米，2008年人口601,214。

## 外部連結
- www.sanglionline.com （页面存档备份，存于）
- www.sangli.nic.in
- Sangli Miraj Kupwad Municipal Corporation （页面存档备份，存于）
- DigVijay Gymnasia